# MK 115
MK 115 (нім. Maschinenkanone 115 — «машинна гармата 115») була автоматичною гарматою яку розробила у Німеччині наприкінці Другої світової війни компанія Rheinmetall-Borsig для встановлення на літаки. Конструкція відрізнялася тим, що мала затвор який закривався, також вона мала канал по якому відводилися порохові гази назад для гасіння віддачі, по суті це була автоматична безвідкатна гармата. MK 115 була розрахована під набій калібру 5,5 см (спільна з кількома німецькими конструкціями останнього періоду війни), але мала набій з горючою гільзою, залишалося лише донце для викидання. Механіка гармати MK 115 працювала на відведення порохових газів, живлення було ланцюговим, а затвор мав механізм поворотного замикання. Наріз ствола становив 8°30′ за оберт. Єдиний прототип створений наприкінці війни був захоплений західними союзниками.